# Tecoh (Mérida)
Tecoh fue una pequeña localidad del municipio de Mérida, situada cerca de la ciudad de Mérida, capital del estado de Yucatán en México.

## Toponimia
El nombre (Tecoh) proviene del idioma maya.

## Importancia histórica
Tuvo su esplendor durante la época del auge henequenero y emitió fichas de hacienda las cuales por su diseño son de interés para los numismáticos.

## Demografía
Según el censo de 1970 realizado por el INEGI, la población de la localidad era de 67 habitantes.
| 249                         | 303 | 158 | 108 | 86 | 42 | 53 | 67 |
| (Fuente: INEGI [Consultar]) |     |     |     |    |    |    |    |

## Galería

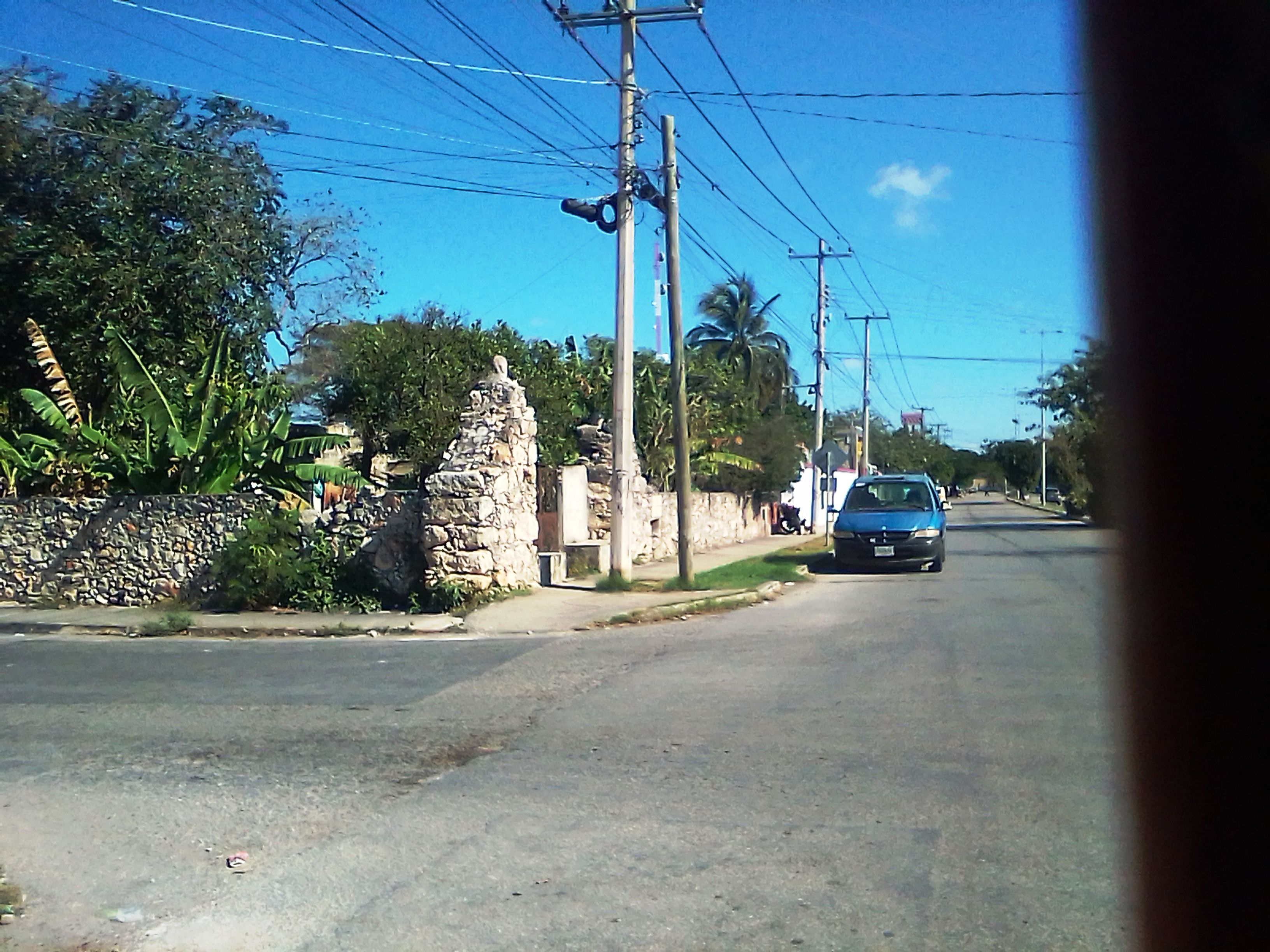
Corrales.
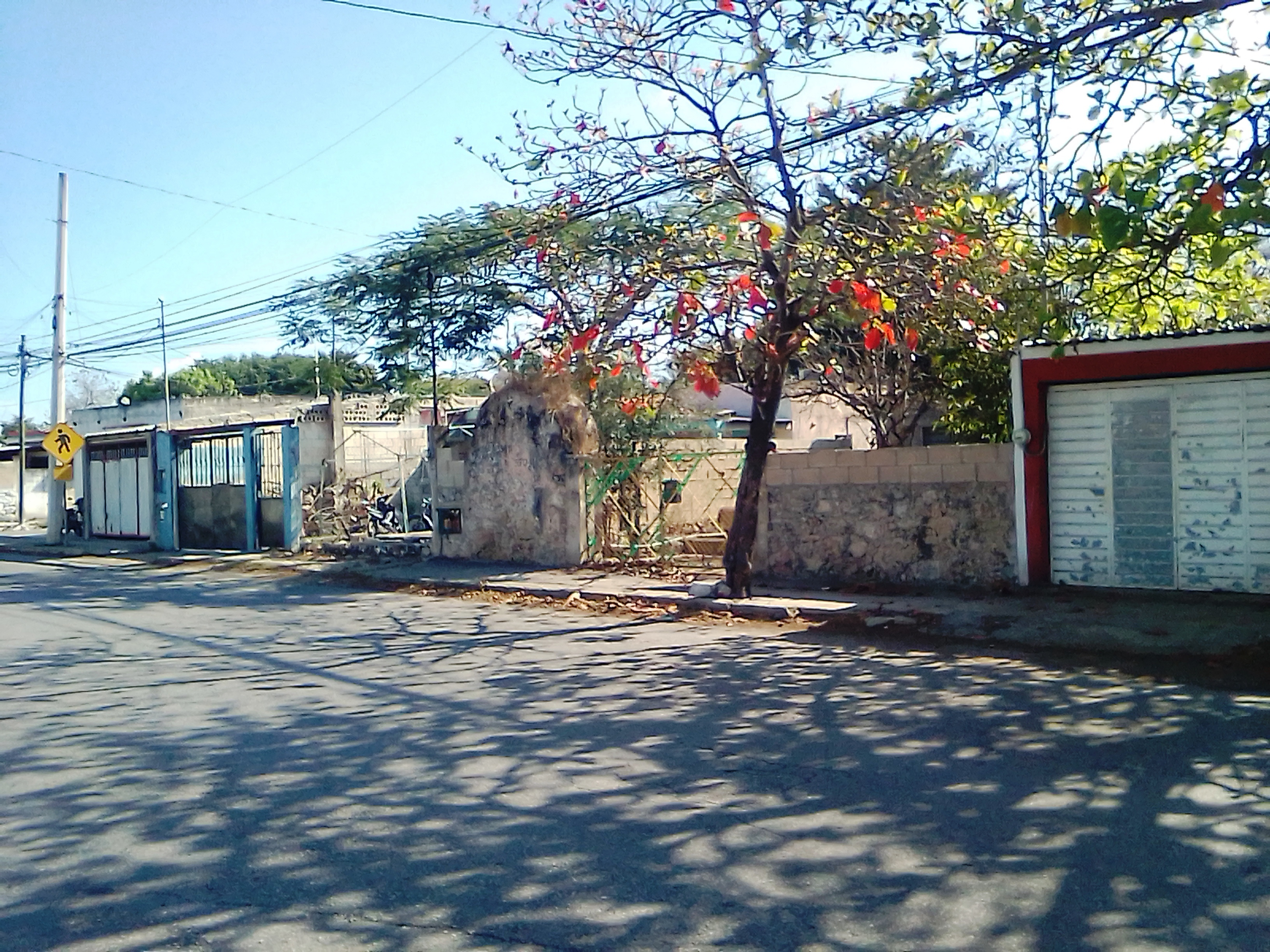
Corrales.